# 12-й окремий мотопіхотний батальйон «Київ»
12-й окремий мотопіхотний батальйон (12 ОМПБ, в/ч А4193, пп В2277) — підрозділ Сухопутних військ Збройних сил України. Батальйон був створений у травні 2014 року як 12-й батальйон добровольців «Київ», з мешканців Києва та області.
З вересня 2014 року був підпорядкований 26-й артилерійській бригаді, а з червня 2016 — 72-й механізованій бригаді.

## Історія

### Створення
Батальйон сформований на підставі директиви Міноборони України. 20 березня було утворено організаційне ядро батальйону з п'яти офіцерів, комбат А. Микита отримав офіційне призначення. На початковому етапі батальйоном опікувався тогочасний голова КМДА Володимир Бондаренко:
Він надав матеріальну допомогу батальйону, хоча меншу ніж планувалося, та запевнив, що особовий склад підрозділу буде охороняти стратегічні об'єкти столиці. Паралельно, в столиці та області МВС сформувало батальйони патрульної служби міліції особливого призначення «Київ-1», «Київ-2» i «Київщина», а Міноборони — 11-й БТрО «Київська Русь» i 25-й БТрО «Київська Русь». Аби запобігти плутанині, в пресі зрештою стали називати 12-й БТрО — батальйон «Київ-12».
Від початку виникли проблеми з матеріальним та грошовим забезпеченням, так як з державного та місцевого бюджетів — Міністерства оборони України та КМДА — фінансування здійснювалось нерегулярно, тому значною мірою підрозділ опирався на позабюджетні кошти та благодійників. Спочатку Бондаренко, а згодом, після його відставки, брати Клички переймалися питаннями підтримки життєдіяльності батальйону. Але формації так i не було виділено обіцяного місця постійної дислокації на території столиці. З 2015-го року вона дислокується на базі 26 ОАБр у Бердичеві в 190 км від Києва. Розглядається питання створення у Бердичеві окремої бази для батальйону.

Батальйон формувався у період 9—16 травня. До батальйону переважно записались добровольці-мешканці столиці. Як прокоментував один із бійців:
Бойове злагодження перший призов підрозділу протягом місяця проходив на території Чернігівщини — полігон «Десна». Перше загальне шикування батальйону відбулося у Десні 10 травня 2014 року.

### У зоні бойових дій
10 червня, одним із перших серед БТО, був відряджений в сектор А зони АТО, де разом з іншими силовими підрозділами боровся з незаконними збройними формуваннями, виконуючи завдання із захисту територіальної цілісності України.
У липні 2014 бійці батальйону брали участь у боях за Сіверськ.
12-й БТрО діяв на Луганщині в Новоайдарському районі, де особовий склад перебував на блокпостах та патрулював територію в складі мобільних груп, під охороною підрозділу перебував стратегічно важливий міст через Сіверський Донець, вояки 12-ки брали участь в боях Жовтневого району Луганську. Батальйон утримував свої позиції в місті (у Червоному Яру та Великій, Малій Вергунках, на Вергунському роз'їзді, які адміністративно належать до Луганська) полишив їх останнім після того, як сили АТО, за наказом керівництва, залишили місцеве летовище, зруйнувавши злітно-посадкову смугу.
Відступ 3-4 вересня стався внаслідок оголення правого флангу оборони ЗСУ в районі Луганська.
3 вересня позиції ЗСУ на трасі Луганськ — Харків, які утримувалися у тому числі бійцями 12-го батальйону, в районі Веселої Гори були прицільно обстріляні реактивною артилерією супротивника.
У ніч на 4 вересня було завдано артобстрілу по місцю дислокації 12-го батальйону в Дмитрівці, чотирма хвилями обстрілу було знищено базовий табір і табори суміжних частин, загинуло двоє вояків батальйону — старший лейтенант Олексій Ощепков та солдат Олег Задоянчук, була втрачена майже вся батальйонна техніка i майно.
12 вересня частині бійців надали 10-денну відпустку за власний рахунок.

### Переформатування
У жовтні 12-й Київський батальйон територіальної переформатували в окремий мотопіхотний батальйон ЗСУ, переозброїли i оперативно підпорядкували 26-й окремій артилерійській бригаді (м. Бердичів). Акт прийому-передачі батальйону підписано у листопаді. З 1 січня 2015 року фінансування батальйону здійснюється через 26 бригаду. Батальйон залишається окремою юридичною особою зі своїм рахунком і печаткою.
Журналістка Громадського телебачення Анастасія Станко повідомляла, що солдати 12-го БТрО проголосували 26 жовтня 2014 року на позачергових виборах народних депутатів до Верховної Ради України на виборчій дільниці в Новоайдарі. Волевиявлення за участю військовослужбовців відбулося також на дільниці у с. Райгородка. Місцева влада та дільнична комісія у Райгородці відзначали, що це були найдемократичніші вибори на їхній пам'яті.
Після зміни підпорядкування батальйону та введення його до складу 72 омбр місце постійної дислокації військової частини було також змінено на м. Біла Церква Київської області.
3 листопада від загострення хвороби помер солдат Вінніков Олександр Валентинович. Загинули 30 листопада 2014 року під час виконання бойового завдання — внаслідок ДТП — поблизу села Дмитрівка Новоайдарського району Васюк Олег Олександрович та Полонський Віталій Анатолійович.
3 грудня 2014 року основні сили батальйону за винятком сотні бійців були виведені з зони АТО на переформатування. Шостого грудня відбулася урочиста хода військовослужбовців батальйону по центральній вулиці столиці — Хрещатику. Привітати бійців вийшли кілька тисяч киян.
Після переформатування (ротації) підрозділи батальйону виконують бойові завдання у Донецькій та Луганській областях України.
На початку березня 2015 року 109 військовослужбовців першої хвилі мобілізації були демобілізовані.
Указом Президента України від 14 березня 2015 року один боєць батальйону нагороджений орденом Богдана Хмельницького ІІІ ступеня і п'ятеро бійців батальйону — орденом За мужність ІІІ ступеня (усі — посмертно). Вручення нагород відбулося 2 квітня 2015 року міським головою Києва В.Кличком під час сесії Київради.
Станом на кінець березня 2015 року у батальйоні було 69 поранених. Майже усі поранення — осколкові поранення та мінно-вибухові травми. 28 березня на Донбасі загинув боєць батальйону Дяченко-Мальчик Олег Вікторович.
1 липня 2015-го за нез'ясованих обставин загинув старший солдат Бурдяк Тарас Васильович. 25 липня 2015 року під час виконання бойового завдання поблизу села Новоселівка Перша Ясинуватського району загинув молодший сержант Пустовойтов Анатолій Анатолійович.
5 травня 2016 року 12 ОМПБ у м. Бахмут провів урочисті заходи з нагоди другої річниці з часу завершення формування батальйону.
17 серпня 2016-го в часі мінометного обстрілу під Авдіївкою загинув старший солдат Віталій Костенко. В безпосередньому зіткненні з проросійськими формуваннями в районі Авдіївки 29 грудня 2016-го зарізав двох ворогів та загинув старший сержант Проводенко Леонід Михайлович.
7 червня 2017 року розвідгрупа під командуванням капітана Потєхіна здійснювала пішу розвідку місцевості та інженерну розвідку між селищем Кам'янка та окупованим селищем Крута Балка в Ясинуватському районі Донецької області. Група виявила облаштовані позиції російських бойовиків та встановила, що на спостережних постах і опорних пунктах противника залучені чергові сили та засоби, а основні сили підрозділів противника перебувають в районах розташування. Під час проведення розвідки, внаслідок спрацювання вибухового пристрою Анатолій Потєхін отримав численні осколкові поранення, що несумісні з життям. Командир групи йшов першим і підірвався на вибуховому пристрої з «розтяжкою», за мить до потужного вибуху зумів врятувати життя бойовому побратиму, закривши його собою.

## Втрати
Станом на травень 2019 року, за даними Книги пам'яті, батальйон втратив 19 чоловік загиблими.

## Діяльність

### Побут
31 жовтня учні професійно-технічних навчальних закладів Києва передали допомогу солдатам 12-го батальйону територіальної оборони «Київ». У січні 2015 року київські школярі передали допомогу бійцям батальйону.

## Традиції
Днем заснування вважається 5 травня.

### Символіка
Емблема батальйону має на блакитному полі поясне зображення козака з крилами за спиною, який у правиці тримає шаблею, в лівиці — блакитний щит зі срібним лапчастим хрестом.

## Командування
Командир батальйону
- (2014—2015) полковник Андрій Микита.
- (03.2015—2017) підполковник Микола Білосвіт.
- (2017—2018) підполковник Едуард Пісоцький.
- (з 2018) підполковник Чумак Микола Миколайович

Начальник штабу
- (2014—2015) Микола Білосвіт.
- (03.2015—2017) т.в.о. Едуард Пісоцький.
- (2017—2018) майор Дмитро Карташов.
- (2018—2018) майор Олександр Кайданович
- (з 2018) капітан Гнатюк Дмитро Миколайович

Заступник командира батальйону
- Костянтин Сікорський.
- (з 2020) ст. лейтенант Норов Андрій Олексійович

Заступник командира батальйону по роботі з особовим складом
- (2014—2015) підполковник Шаповал Антон Павлович.
- (01.2015—04.2015) ст. лейтенант Володимир Кухар.
- (04.2015-06.2018) підполковник Телегей Юрій Іванович
- (з 2018) ст. лейтенант Усенов Роман Абдісалімович

Заступник командира батальйону з озброєння
- (2014—06.2015) ст. лейтенант Майборода Юрий
- (2015—2016) капітан Веретенников Сергій Миколайович
- (2016—02.2018) майор Адамко Володимир Володимирович
- (2018-2020) майор Сілієнко Ігор Вікторович
- (з 2020) майор Боднар Михайло Володимирович